# Дрвосеча
Дрвосеча је занатлија који сече дрва и гране.

## О занату
Дрвосеча је стари занат који је још увек актуелан. Према подели заната може да се сврста и у услужне делатности.
Осим што секу дрва за огрев и грађу, дрвосече се ангажују и на пословима обарања великих стабала. То је врло ризичан посао, осим вештине потребно је знање, не приступа се сваком дрвету на исти начин. И данас се дешава да занатлије страдају обављајући свој занат.

### Алати
Секира
Дрвосече користе секире за дрва, један од најстаријих алата која је вековима у употреби у људском друштву. Секира се састоји од држаља и главе. Израђиване су од дрвета, камена, костију животиња, гвожђа, специјалних легура. Цепање дрва је тежак посао који захтева велику количину снаге и вештине због чега је веома битно правилно руковање али и одабир одговарајућег алата за цепање дрва. Такође, секире за дрва се користе и у тесарским радовима у грађевинарству или приликом камповања. Посебну врсту представљају оне секире које се називају ватрогасне, посебног су облика и баланса а добиле су назив по употреби од стране ватрогасаца.
Тестера
Реч је о једном од најстаријих алата који намењен обради дрвета. Тестеру у појединим крајевима називају и пилом. У зависности од намене и њен се дизајн може разликовати. Састоји се практично из два дела: ручке која може бити дрвена или пластична и назубљеног метала који представља сечиво. У зависности од финоће, тестера може имали мањи или већи број зуба односно може бити крупније и ситније назубљена. 
Тестере према погону могу бити ручне или моторне.
Према облику се деле на жичане код којих је сечиво направљено од жице са урезаним зубима, тракасте, чије сечиво је направљено од (најчешће металне) траке која са једне стране има нарезане зубе и кружне тестере које као сечиво имају диск на коме су нарезани зуби. Тестера са ланцем је посебна врста тестера. Ланац се врти око постоља које је одговарајућег облика, а покреће га мотор.